# صادرات الأسلحة الألمانية

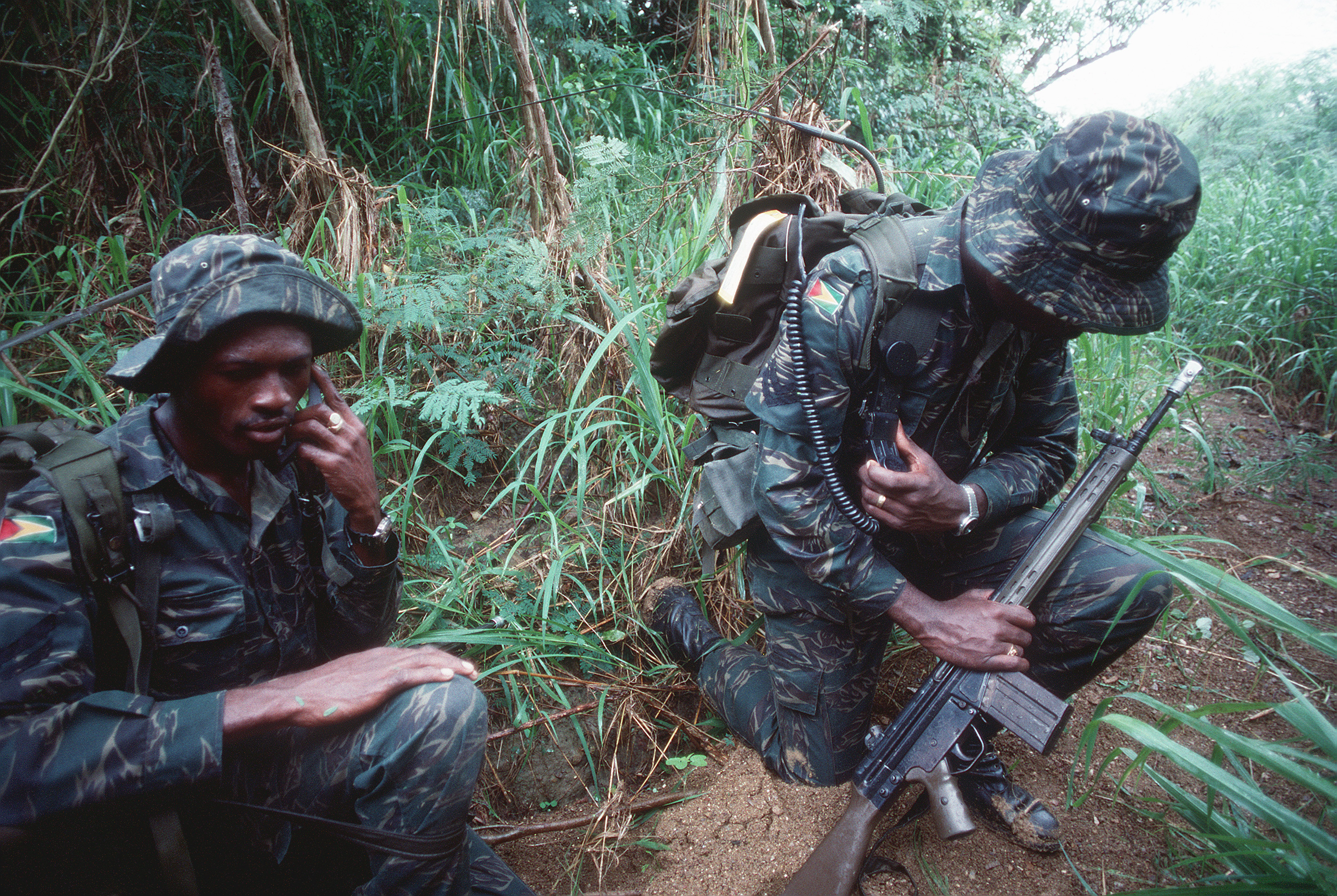
البندقية الهجومية التي تم تصديرها إلى جميع أنحاء العالم والأكثر استخدامًا بعد كلاشينكوف هي هكلر آند كوخ G3.
هنا يمكنك رؤية السلاح الموجود في قوات دفاع جويانا. في ليبيا، تم استخدام البندقية الهجومية اللاحقة هكلر آند كوخ جي36 من قبل قوات القذافي ضد المتمردين في عام 2011 في الحرب الأهلية

تصدير الأسلحة الألمانية هو التجارة الخارجية للشركات والاتحادات والقوات المسلحة الألمانية من جمهورية ألمانيا الاتحادية بالأسلحة وأسلحة الحرب. ويخضع تصدير جزء كبير من هذه السلع إلى قانون مراقبة الأسلحة الحربية الألماني ويتطلب موافقة مجلس الأمن الاتحادي الألماني.
تتوفر مصادر بيانات متنوعة عن صادرات الأسلحة الألمانية: تقارير تصدير الأسلحة الصادرة عن الحكومة الفيدرالية الألمانية، والتي يتم نشرها سنويًا منذ عام 1999، تدرج تصاريح التصدير الصادرة لجميع المعدات العسكرية حسب البلد، حسب قائمة التصدير من المواقع كما يلي: بالإضافة إلى الصادرات "الفعلية" حسب الدولة للمجموعة الفرعية من الأسلحة الحربية. يتم توفير تفاصيل تراخيص التصدير حسب البلد ' و عناصر قائمة التصدير في نفس الوقت في التقارير السنوية المشتركة للاتحاد الأوروبي ("التقرير السنوي وفقًا للمادة 8 (2) من الموقف المشترك للمجلس 2008/944/CFSP بشأن القواعد المشتركة للرقابة على صادرات التكنولوجيا العسكرية والسلع العسكرية"). بالإضافة إلى ذلك، يقوم معهد ستوكهولم لأبحاث السلام SIPRI بجمع البيانات الدولية حول استيراد وتصدير الأسلحة الثقيلة التقليدية منذ عام 1950.
وفي عام 2021، تم منح تراخيص تصدير معدات عسكرية بقيمة 9.4 مليار يورو. وبلغت حصة دول الاتحاد الأوروبي 17.3 في المائة، وكانت حصة حلف شمال الأطلسي والدول المعادلة له 19.0 في المائة، وكانت حصة الدول الاخرى 63.3 في المائة. وفقًا لبيانات معهد SIPRI، جاءت ألمانيا في عام 2019 بحصة سوقية عالمية تبلغ 4.4%، لتكون بذلك خامس أكبر مصدر للأسلحة في العالم ولتشكل مع الولايات المتحدة (39.5%) وروسيا (17.3%) وفرنسا (12.4%) والصين (5.2%) 75% من الصادرات العالمية للأسلحة حتى عام 2023.
في 2024 ازدادت صادرات صناعة الأسلحة الألمانية بشكل ملحوظ، بين 2019 و2023 كانت في صدراة الدول التي تستورد السلاح الألماني مصرمشترية لخُمس صادرات الأسلحة الألمانية، تليها كل من أوكرانيا وإسرائيل بثُمن (حوالي 12%) لكل منهما من صادرات الأسلحة الألمانية، وفي 2023 كانت وصلت لمستويات قياسية عزيت إلى الصادرات الأوكرانية، وفي ذلك العام أيضا كانت صادرات ألمانيا من الأسلحة لإسرائيل قد تضاعفت حوالي 10 مرات، وفي 2024 عادت السعودية لتكون أحد أكبر 5 مشترين من صناعة السلاح الألمانية.

### مصر
لفترة طويلة، تم تزويد الدولة المصرية بالأسلحة من الكتلة الشرقية بشكل أساسي. في عام 2003، باعت شركة الأسلحة Heckler & Koch مصر بنادق من طراز G36 لقوات الأمن المصرية بتصريح من السلطات الألمانية. في عام 2011، ليبيا عثر المتمردون الليبيون على عدد كبير من بنادق G36 من شحنة قُصدت لمصر أثناء اقتحامهم مقر إقامة القذافي.
في عام 2017، أصدرت الحكومة الألمانية (حكومة ميركل الثالثة) 37 ترخيصًا لتصدير أسلحة بقيمة إجمالية قدرها 428 مليون يورو إلى النظام العسكري في عهد الرئيس المصري عبد الفتاح السيسي. ويشمل التسليم صواريخ Sidewinder من شركة ديل وغواصة من شركة تيسين كروب مارين سيستمز (TKMS). واتفق ان يتبعها ثلاثة زوارق أخرى بحلول عام 2021. وقد احتجت جارة مصر إسرائيل على صفقة الغواصات. في ديسمبر 2018، وافق مجلس الأمن الاتحادي على تسليم فرقاطة MEKO-200.

### أوكرانيا
قامت شركة Heckler and Koch بتوريد بنادق صيد وبنادق رياضية وبنادق ذاتية التحميل وبنادق ذاتية التحميل وقطع غيار للبنادق إلى أوكرانيا في عام 2013. بعد الضم الاتحاد الروسي للقرم في عام 2014 وبدء القتال في شرق أوكرانيا ضد روسيا في عام 2014، قدمت ألمانيا 20,000 صدرية واقية كمساعدات عسكرية غير مميتة. بعد محاولة روسيا السيطرة على كامل أوكرانيا في فبراير 2022، قدمت الحكومة الألمانية دعمًا عسكريًا بأسلحة (مميتة) ودعما عسكريا على شكل مركبات دفاعية أو غير مميتة لاستخدامها في الحرب في أوكرانيا. هذه الشحنات غير مسبوقة تاريخيا كميا. مالياً، تعد ألمانيا أكبر داعم لأوكرانيا بعد الولايات المتحدة الأمريكية.
تقدم ألمانيا المواد من جميع المجالات العسكرية والتنظيمية. وعلى وجه الخصوص، طلبت أوكرانيا أسلحة للقوات البرية والمدفعية والدفاع الجوي.
تقوم ألمانيا بتوريد العتاد من جميع المجالات العسكرية والتنظيمية. طلبت أوكرانيا بشكل خاص أسلحة للقوات البرية والمدفعية والدفاع الجوي.
بحلول مايو 2024، سلمت ألمانيا 40 دبابة ليوبارد 1 A5 بذخيرتها، و100 مركبة مشاة قتالية للمشاة من طراز ماردر بذخيرتها (من مخازن الجيش الألماني ومخازن الصناعية)، و5 دبابات برونكو وارثوغ المجنزرة لجميع التضاريس (مركبة للتصليح والسير في الجبال)، 10 ناقلات مجنزرة لجميع التضاريس (مركبة قيادة)، 66 ناقلة أفراد مدرعة، 73 مجنزرة موديل 206، 18 ليوبارد 2 دبابة قتال رئيسية من طراز A6 مع ذخائر (حصة ألمانيا في المشروع المشترك مع الدول المستخدمة الأخرى)، و50 مركبة نقل الحماية الشاملة Dingo و54 ناقلة جنود مدرعة M113 مزودة بمدفعين رشاشين لكل منها (أنظمة من الدنمارك، والتعديلات ممولة من ألمانيا).
تم توريد ما يلي لأغراض الدفاع الجوي: 2 SKYNEX من أنظمة الدفاع الجوي SKYNEX مع ذخائر، و52 دبابة مدفع مضاد للطائرات من طراز Gepard و146 ألف طلقة من الذخيرة المضادة للطائرات، وIRIS-T SLM وIRIS-T SLS أنظمة دفاع جوي بما في ذلك الصواريخ، و9 رادارات TRML-4D للمراقبة الجوية، و2 أنظمة باتريوت، و500 FIM-92 Stinger Stinger صواريخ مضادة للطائرات، و2700 STRELA.
تم توريد مدفعين زوزانا 2 من مدافع الهاوتزر ذات العجلات من سلوفاكيا، و5 قاذفات صواريخ متعددة MARS II مع ذخائرها، بالإضافة إلى 14 بانزر هاوبيتزن 2000، و20 قاذفة صواريخ عيار 70 ملم على شاحنات بيك آب مزودة بصواريخ و رادار كشف المدفعية كوبرا بالإضافة إلى ذخيرة مدفعية عيار 155 ملم للعمل بعيد المدى. طلبت أوكرانيا 100 مدفع هاوتزر 2000 ذاتي الدفع في عام 2024.
كما تم توريد مواد أخرى مثل الطائرات بدون طيار والطائرات بدون طيار الدفاعية والمعدات الهندسية والمعدات الخاصة والسلع اللوجستية على نطاق واسع.

### إسرائيل

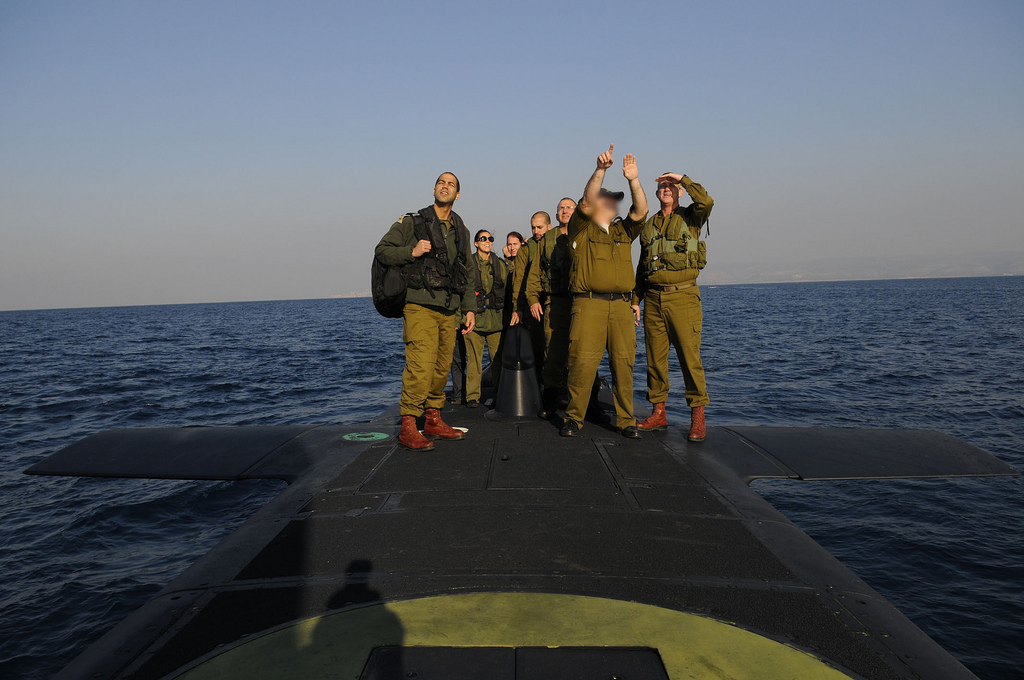
القائد العام لـ جيش الدفاع الإسرائيلي آنذاك بيني غانتس على متن غواصة إسرائيلية من طراز دولفين في عام 2011، والتي شاركت في حصار قطاع غزة البحري في عام 2011. تحمل هذه الغواصات صواريخ كروز (على الأرجح AGM-142، والتي يمكن تزويدها بـ رؤوس نووية.

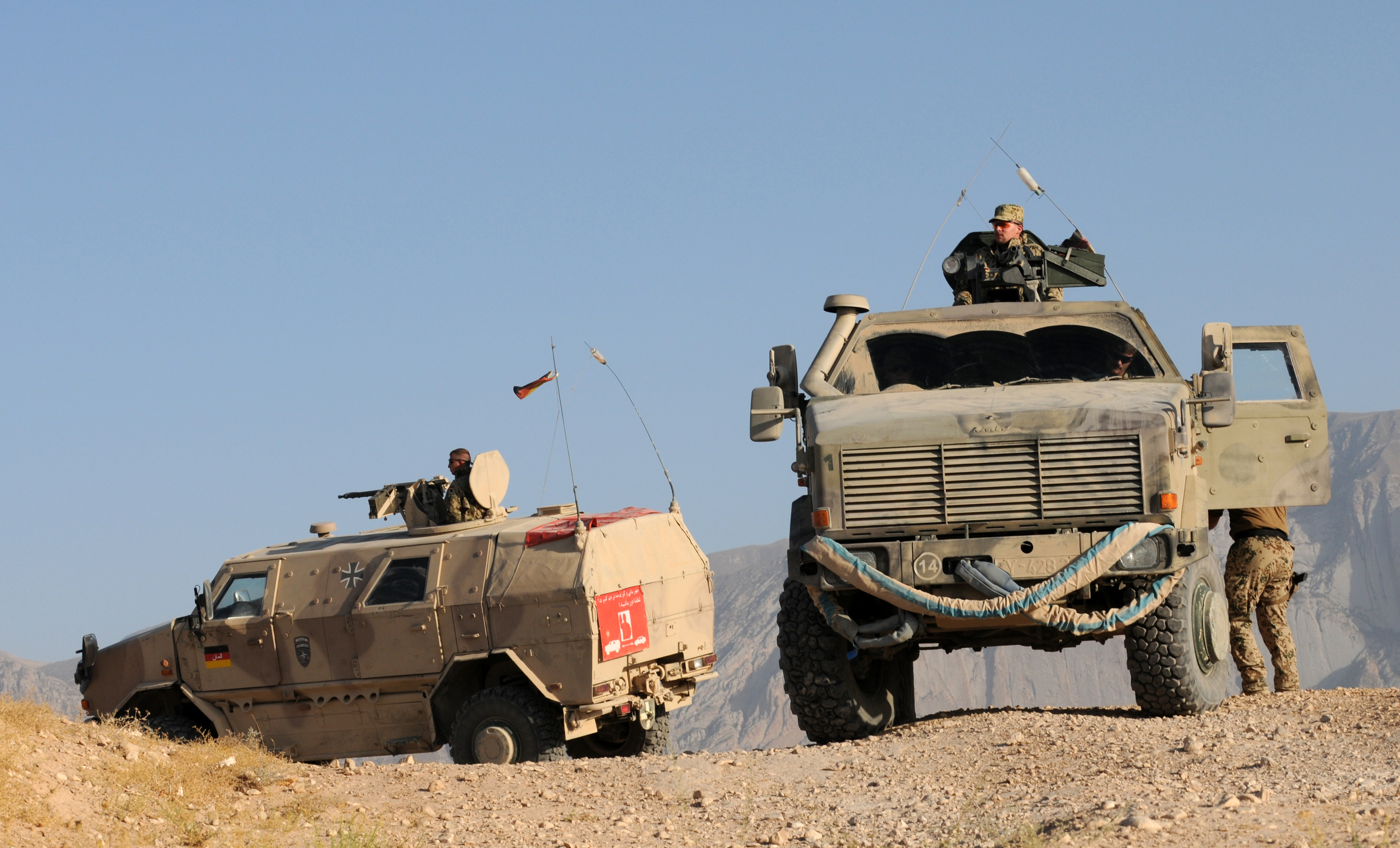
الجيش الإسرائيلي مهتم بالدينجو. الصورة لدنغو البوندسوير دينغو في أفغانستان

تستورد إسرائيل أنظمة الأسلحة ومُركّبات الآليات والأسلحة وقطع الغيار والإلكترونيات الألمانية منذ عقود وحتى أن ذلك تم سرا عبر أجهزتهم الاستخباراتية حتى قبل إعلان العلاقات الدبلوماسية الرسمية بين البلدين بما يزيد عن عقد كامل. تاريخيا، تمتد علاقتهم بين تبادل المعلومات التقنية وحتى التعاون في مجال التطوير بين الشركات الإسرائيلية والألمانية مثل طائرات الدرون لسلاح الجو الألماني، والبحث والتطوير منذ التسعينات، ولكن السواد الأكبر من الصادرات هو الأجزاء والمُركّبات وذلك لأسباب فرضتها ظروف الدولتين، فبين الحد من مخاطر الحرج السياسي في إطار المسائلة السياسية لصادرات الأسلحة الألمانية بعد وقت قصير من استبدالهم للنظام النازي، بالإضافة لتفضيل البلدين على عدم إضعاف صناعتهم العسكري بإستيراد عتاد متكامل وتفضيل إسرائيل الحفاظ على عملتها الصعبة. تميزت علاقتهم بالسرية التي وصلت حتى إخفاء مشاريع كاملة عن البوندنستاغ وإخفاءها من بنود الميزانية.
منذ منتصف الخمسينيات، أي إنهيار ألمانيا النازية بوقت قصير نسبيا، بدأت الشركات الألمانية في توريد العتاد إلى إسرائيل التي قامت قبلها بسنوات قليلة. قام حوض بناء اليخوت والقوارب الألماني Burmester ببناء زورقي دورية ونقلهما إلى إسرائيل. وكان العمل على القاربين قد بدأ بالفعل عندما كان تصنيع الأسلحة لا يزال محظوراً في جمهورية ألمانيا الاتحادية (ألمانيا الغربية) التي كانت خليفة ألمانيا النازية وحديثة التأسيس بعد الحرب العالمية الثانية.
بعد الاستسلام الغير مشروط لألمانيا بعد الحرب العالمية الثانية، بما فيه تفكيك ترسانة الأسلحة الألمانية بالكامل، سعت ألمانيا لبناء قاعدة الصناعة العسكرية وإعادة إنشاء قواتها العسكرية، أما إسرائيل فكانت بلا قاعدة صناعية عسكرية في محيطها الذي شهد قيام الصهاينة الأوروبيين بتطهير فلسطين عرقيا وإحتكارها كمستعمرة لهم، وأضحى معادٍ للكيان الجديد، وكان لها من الضروري إستيرادها للأسلحة للبقاء.
على خلفية الهولوكوست، كان من المحرج لإسرائيل بهويتها كدولة لليهود أن تُرى في صورة تعاونها مع "الظالم السابق" أمام الرأي العام، وكانت الحكومة الألمانية الجديدة حريصة على تجنب أي نقاش عام يلمس مسؤوليتها عن الجرائم الغير إنسانية والإبادة الجماعية التي إرتكتبت في ظل النظام السابق، كما كان تصدير الأسلحة سيؤدي إلى مشاكل كبيرة قانونية للجمهورية الاتحادية! فكان من الدهاء أن لا يُسمح للتعاون بين البلدين بأن يصبح علنيًا.
في عام 1958، اتفق الوزيران شمعون بيريز وفرانز جوزيف شتراوس (وزير الدفاع آنذاك وزير الدفاع في حكومة أديناور الثانية) على مزيد من التعاون، فزودت ألمانيا ألمانيا بفائض الأسلحة من الأسلحة الأمريكية التي سبق أن تم تسليمها كمساعدات تطويرية للجيش الألماني. وفي عام 1962، وقع أديناور اتفاقية سرية تم بموجبها توريد مروحيات سيكورسكي، وطائرات نقل نورد نوراتلاس، وطائرات تدريب فوجا ماجيستر، وطائرات تدريب دبابات القتال الرئيسية M48 المحولة دبابات القتال الرئيسية M48، وغيرها من الأسلحة إلى إسرائيل حتى عام 1964، إما مباشرة أو عن طريق دول ثالثة.
من جانبه، استورد الجيش الألماني من جانبه رشاشات عوزي الإسرائيلية تحت اسم ”MP2“ منذ عام 1959، وأدخلها تحت كسلاح قياسي. كما زودت إسرائيل أيضًا مدافع الهاون وذخيرة سولتام للجيش الألماني.
عندما إنكشف أمر الشحنات الألمانية لإسرائيل وإعلان البلدين لعلاقاتهم الدبلوماسية، قامت دول عربية بقطع علاقاتها الدبلوماسية مع ألمانيا في عام 1965، وهددوا بالاعتراف بألمانيا الديمقراطية (ألمانيا الشرقية). فقررت الحكومة الألمانية عدم توريد الأسلحة الحربية إلى أي من الأطراف، إسرائيل أو أولئك المحتمل مواجهتهم لإسرائيل. وكان مبدأ المساواة في المعاملة ينطبق على "sonstige Rüstungsgüter" أو ”العتاد الآخر“، وهي ما يشار به في القانون الألماني للعتاد الذي لا يعتبر سلاحا حربيا! فحصلت إسرائيل على 140 مليون مارك ألماني كتعويض عن الأسلحة التي لم يتم تسليمها ووعد بأن تدفع حكومة ألمانيا الغربية تكاليف بناء ستة زوارق سريعة مصممة بالفعل لورسن في فرنسا وتدعمها تقنياً دون أن تكون ألمانيا صنعتها أو شحنتها. كما تم الاتفاق على إقامة علاقات دبلوماسية رسمية في العلن.
وبالرغم من ذلك، قامت ألمانيا بتسليم 1600 نظام Cobra في عامي 1962 و1963، والتي تم تصنيعها من قبل الشركة البافارية Bölkow البافارية. وبعد الالتزام الطوعي الجديد، تم إرسالها إلى إسرائيل عن بطرق التفافية لإخفاءها. فوصلت ثلاث غواصات من طراز غال وزوارق سريعة و”أسلحة أخرى“ (مثل الراديو والملاحة وتحديد الاتجاهات وتكنولوجيا الرادار أو، على سبيل المثال، أجهزة تحديد الاتجاهات من شركة فرايبورغ LITEF) ومكونات ألمانية لأسلحة الحرب إلى إسرائيل عبر "مسارات" بديلة.
في الفترة من 1977 إلى 1991، إشترت جمهورية ألمانيا الاتحادية (ألمانيا الغربية) شحنات ذخيرة من إسرائيل بحوالي 1.3 مليار مارك ألماني، بما في ذلك ذخائر مدفعية عيار 155من الذخائر العنقودية من طراز DM632 (وهي ذخيرة أصبحت محظورة اليوم بموجب القانون الدولي) أو قذائف الهاون (مزودة بصمامات يونغانس ميكروتيك الألمانية في جمهورية ألمانيا الاتحادية).
في أغسطس 1966 وفي خضم سباق التسلح والحرب الباردة، نجح الموساد في إقناع طيار عراقي بالهروب بطائرة ميكويان-غوريفيتش ميغ-21 (ميغ-21) السوفييتة، وقد حصلت دائرة الاستخبارات الاتحادية الألمانية الغربية على نتائج تقييم الرحلات الجوية التجريبية في إسرائيل وتمكنوا من فحص الطائرة في إسرائيل. وبذلك، كانت صناعة الدفاع الألمانية الغربية على علم بالوضع التكنولوجي للسوفييت.
حتى التسعينيات، كان جهاز الاستخبارات الألمانية والموساد ينسقان ويتوليان عادةً عمليات التعاون المهمة. كان هذا هو الحال أيضًا مع التعاون في عام 1972، عندما كان لدى الجيش الألماني تكنولوجيا تشويش للقاذفات المقاتلة تم تطويرها في إسرائيل. أُطلق على هذا المشروع الاسم الرمزي ”سيربيروس“، الذي أصبح فيما بعد TSPJ. أخفي المشروع عن مجلس النواب الألماني (البوندستاج) ولم يتم الإبلاغ بتلك المشاريع على الإطلاق لعدة سنوات، كما كان من المقرر إخفاء بند الميزانية في الميزانية الضخمة لـ تورنيدو.
سنوات الألفينات
سُلّمت الغواصات الألمانية الأولى في أكتوبر 2004. وتلت ذلك غواصتان من طراز دولفين بعد ذلك بعام وثلاثة طرادات من طراز ميكو في أبريل 2010. وتم تسليم قاذفات للصواريخ المضادة للدبابات وذخائر تدمير التحصينات في ديسمبر 2012.
كان الجيش الإسرائيلي مهتمًا بـ إيه تي أف دينغو كبديل لناقلات القوات الإسرائيلية السابقة منذ منتصف العقد الأول من القرن الحادي والعشرين. وكانت الناقلات السابقة تستخدم أيضاً لحماية الجنود المنتشرين في الضفة الغربية وقطاع غزة المحتلتين. وفي عام 2006، قرر مجلس الأمن الاتحادي الألماني تسليم نسخة تجريبية من ”دينغو 2“ إلى إسرائيل. وهي مركبة مدرعة تتسع لثمانية جنود ومحمية ضد الألغام والأسلحة الصغيرة والشظايا ومزودة بمدفع رشاش من طراز MG3، وهي تلبي متطلبات الجيش الإسرائيلي. قال المتحدث باسم السياسة الدفاعية لحزب اليسار بول شيفر في عام 2006: ”هذه العربات مثالية للعمليات العسكرية السريعة والإجراءات العقابية ضد السكان الفلسطينيين“. في المقابل، قال شيفر إن الدينغو ليست ضرورية للدفاع عن إسرائيل تحت أي ظرف من الظروف، عندما تم في عام 2016 توريد طائرات دينغو من إنتاج شركة تكسترون سيستمز الأمريكية كان من المقرر أن يتم تسليمها إلى إسرائيل من قبل شركة Marine & Land Operations كمرخص لها من شركة Krauss-Maffei Wegmann، حظر البوندستاغ الألماني هذه الصفقة في شباط/فبراير 2016.
سنوات ال2020
في عام 2023، أجازت الحكومة الفيدرالية بصادرات أسلحة من صناعة الأسلحة الألمانية بقيمة 326.5 مليون يورو إلى إسرائيل، وهو عشرة أضعاف صادراتها بالمقارنة مع العام الذي سبق (32 مليون يورو في 2022). بعد عملية طوفان الأقصى التي شنتها حماس في أكتوبر 2023 والحرب التي شنتها إسرائيل بعدها ذلك، قامت ألمانيا بإجازة أكثر من 185 صفقة أسلحة إلى إسرائيل، بما في ذلك أسلحة حربية بقيمة 20.1 مليون يورو، بما في ذلك 3,000 قطعة سلاح محمولة مضادة للدبابات و500,000 طلقة ذخيرة للمدافع الرشاشة والرشاشات وغيرها من الأسلحة النارية الكاملة أو شبه الآلية. تم السماح بتصدير معظم البضائع المصدّرة بعد 7 أكتوبر 2023؛ حيث أعلنت وزارة الاقتصاد والحماية المناخية في نوفمبر 2023 أنه نتيجة للهجمات ”سيتم إعطاء الأولوية لمعالجة والبت في طلبات تصدير المعدات العسكرية إلى إسرائيل“. وكانت وزيرة الخارجية الألمانية أنالينا بيربوك قالت أن الأسلحة التي توردها إلمانيا إلى إسرائيل "لا تقتل أطفالا في غزة" في إشارة لطبيعتها "الدفاعية"، إلا أنه ومن ضمن الأسلحة الموردة كانت قاذفة الصواريخ Matador التي تصنّعها Dynamit Noble Defence و Korvette Sa’ar 6 من إنتاج Thyssenkrupp و 10 آلاف قاذفة قنابل 120 من إنتاج راينميتال. من عام 2024، وافقت حكومة شولتس الحكومة الفيدرالية على الصادرات على نطاق ضيق فقط؛ وبحلول 15 فبراير، سُمح بتسليم شحنات بحوالي تسعة ملايين يورو، مع تقدم الحرب في غزة، تعرضت الحرب الإسرائيلية لانتقادات دولية. في عام 2024، دعا مسؤول السياسة الخارجية في الاتحاد الأوروبي جوزيب بوريل موردي الأسلحة لإسرائيل إلى تقليل شحنات الأسلحة التي تزودهم بها.

##### تعاونات شركات الأسلحة الألمانية والإسرائيلية
- Rheinmetall AG
  - مواسير مدافع 120mm وتدريعها
  - هاوتزر مدولب عيار 155 ملم بالتعاون مع شركة أنظمة إلبيط (شركة) الإسرائيلية *
  - قذائف 155 ملم بالتعاون مع شركة أنظمة إلبيط (شركة) الإسرائيلية
  - مدفع رشاش Mauser MLG27 للبحرية
  - 50 بالمئة تذهب لوحدة الأشعة تحت الحمراء
    - تستخدم في الحرب على غزة
- Diehl Defence
  - إيريس -تي Lenkflugkörperfürden لصواريخ AIM-9X لمقاتلات F16 Falcon
  - 50 بالمئة تذهب لوحدة الأشعة تحت الحمراء
- MTU-Aero-engines
  - محركات دبابات ميركافا الإسرائيلية
  - نواقل حركة Renk AG لدبابات ميركافا الإسرائيلية
- Thyssen-KruppMarine
  - غواصات U-Boat
  - فرقاطات ساعر 6 (ااستخدمت أول مرة في أكتوبر 2023 في غزة)
- Krauss-Maffei Wegmann GmbH & Co. KG (KMW) و Elbit-System Germany
  - تطوير رأس المدمر الموجه MARS/MLR